# Campo dos Caminos
Campo dos Caminos é uma cidade de Honduras localizada no departamento de Cortés. Segundo censo de 2013, havia 20 853 habitantes.